# Tolú
Tolú là một khu tự quản thuộc tỉnh Sucre, Colombia. Thủ phủ của khu tự quản Tolú đóng tại Tolú Khu tự quản Tolú có diện tích 347 ki lô mét vuông. Đến thời điểm ngày 28 tháng 5 năm 2005, khu tự quản Tolú có dân số 28424 người.